# Court of Neptune Fountain
Court of Neptune Fountain est un groupe de sculptures en bronze, réalisées par Roland Hinton Perry (en) en 1897-1898. Jerome Connor (en) a peut-être contribué à la réalisation des sculptures. 

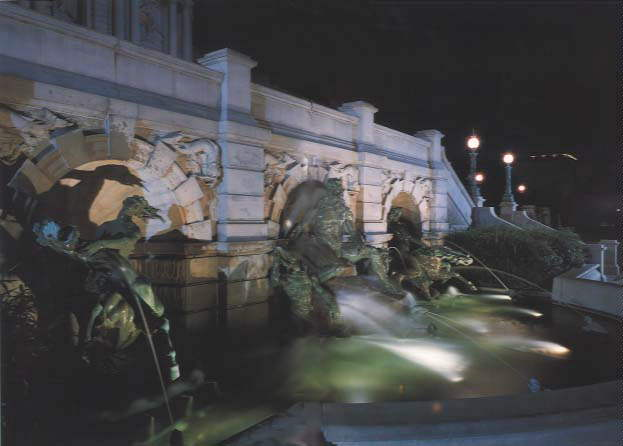

L’œuvre est située à la Bibliothèque du Congrès, au coin d'Independence Avenue et 1st Street S.E. à Washington  Le dieu Neptune est flanqué de figures des Tritons, soufflant chacun dans une coquille de conque.